# Blood (deutsche Band)
Blood (engl.: ‚Blut‘) ist eine Grindcore-Band aus Speyer (Deutschland). Blood ist nach Napalm Death zusammen mit Extreme Noise Terror und Agathocles die älteste noch aktive Grindcore-Band.

## Geschichte
Die Band wurde 1986 in Speyer am Rhein von Eisen, Geier, Taki und Radtke gegründet. Nach Veröffentlichung von sechs Demos erhielt die Band einen Plattenvertrag bei dem amerikanischen Label Wild Rags Records. Damit war sie Deutschlands erste Band, die von einem US-amerikanischen Platten-Label produziert wurde. Das Debütalbum Impulse to Destroy erschien im Frühjahr 1989 und enthält rohen Grindcore.
Für die beiden darauffolgenden Alben wechselte man zu 1MF Recordz. Das zweite Album Christbait erschien 1992 mit Alex (Gesang) und Ruben (2. Gitarre). Es ist soundtechnisch sehr dem Death Metal zugeordnet, auch wenn die Songs immer noch Grindcore-Elemente aufweisen. Danach verließen Alex und auch Ruben die Band und Martin wurde zurückgeholt, um das dritte Album O Agios Pethane einzuspielen, das 1993 veröffentlicht wurde. Der Sound ist nun deutlich roher und brutaler. Nachdem Martin von Clausi am Gesang ersetzt wurde, erschien 1994 das vierte Album Mental Conflicts auf Morbid Records. Der Sound ist recht „hallig“ und die Snare-Drum ist kaum zu hören. 1996 veröffentlichte man das fünfte Album Depraved Goddess in Eigenregie. Von nun an hatte man seinen Sound gefunden und mit dem „Soundbunker“-Ludwigshafen das perfekte Studio vor der Haustür.
1999 erschien Gas. Flames. Bones auf Ars Metalli. Dieses Album befasst sich mit den Gräueln des Krieges. 2003 ging man zu Morbid Records zurück, um das bis dato letzte Album Dysangelium zu produzieren. Im April 2006 feierte die Band, im kleinen Kreis, in ihrer Heimatstadt Speyer ihr zwanzigjähriges Jubiläum.
Im Mai 2014 gab es eine Neuordnung und einen größeren Umbruch. Pünktlich zum 28-Jährigen Bandjubiläum besteht Blood wieder aus der original Blood-Besetzung von 1988.
2017 wurde das nach 14 Jahren erste neue Studioalbum namens Inferno veröffentlicht, dass in Zusammenarbeit mit Musikproduzent Kristian Kohlmannslehner im Darmstädter Kohlekeller Studio aufgenommen wurde.

## Stil
Blood spielt einen Mix aus Grindcore und Death Metal. Otger Jeske schrieb in Iron Pages, dass Blood auf den Demos noch einen unübertroffen schlechten „Höllenlärm“ veranstaltete. Bis zu Christbait habe die Band dazugelernt und sei so bei „ganz normale[m] Death Metal“ gelandet. Andreas Herz schrieb über Gas. Flames. Bones im Rock Hard: „In 31 Minuten wird durchschnittlicher Death Metal mit Grindcore-Einlagen geboten, der zudem aufgrund der schlappen Produktion auch ständig knapp an der Fresse vorbeigeht. Das verwundert umso mehr, wenn man bedenkt, daß diese Band bereits seit 1986 am Start ist. Bei soviel Erfahrung muß einfach mehr drin sein!“ Die Texte kamen bei ihm noch schlechter weg, weil es „vor haarsträubendem Vokabular und merkwürdiger Grammatik nur so strotzt, so daß man manchmal vor Lachen das Hassen vergißt“.

## Diskografie
- 1986: Destroy Command (Demo)
- 1986: Infernal Horror (Demo)
- 1986: Deathcore (Demo)
- 1987: Heinous Noise (Demo)
- 1988: Spasmo Paralytic Dreams (Demo)
- 1988: No Regret (Demo)
- 1989: Impulse to Destroy (Album)
- 1989: Recognize Yourself (Demo)
- 1990: Recognize Yourself (EP)
- 1990: Traditional Rites (Split mit Agathocles)
- 1991: Antefatto/Salvation...to the Dead (Split mit Impetigo)
- 1992: Christbait (Album)
- 1993: Live Meer, Belgium (Live)
- 1993: O Agios Pethane (Album)
- 1994: Mental Conflicts (Album)
- 1995: Split-EP mit Malignant Tumour
- 1995: Party’s Over/Limited Edition (Split mit Dead Infection)
- 1995: Spittle Red of Blood (EP)
- 1996: Depraved Goddess (Album)
- 1997: Split-EP mit Inhume
- 1997: Split-EP mit Mystic Circle
- 1999: Gas. Flames. Bones. (Album)
- 2000: Blast of Silence (Split mit Warspite)
- 2001: Massacre (EP)
- 2003: Dysangelium (Album)
- 2016: Impulse to Destroy – live 2015 (Tape)
- 2017: Inferno (Album)
- 2022: Split-EP mit Nunslaughter
- 2022: Split-EP mit Incantation